# 司马柔之
司马柔之（？—402年4月16日），河内郡温县（今河南省焦作市温县）人，追尊晋宣帝司马懿玄孙，太宰、录尚书事、汝南文成王司马亮曾孙，骠骑将军、南顿王司马宗之孙，东晋宗室、官员。

## 生平
太元年间，晋孝武帝下诏以司马柔之袭封齐王，延续司马攸和司马冏的祭祀，司马柔之历任散骑常侍。太元年间，东晋新修宫殿，群臣写文章庆贺，司马柔之为贺首第一人，署名在太傅司马道子之前。元兴元年二月丁巳（402年4月6日），会稽王司马道子将要讨伐桓玄，派遣司马柔之兼任侍中，带着驺虞幡的旗帜宣布告慰江州和荆州，命令桓玄停战。二月丁卯（402年4月16日），桓玄的前锋部队在姑孰击败了东晋的中央军，司马柔之和谯王司马尚之被杀害，朝廷追赠光祿勳。司马柔之的儿子司马建之被立为齐王，刘裕接受禅让建立刘宋后，封国被撤除。

## 後代
- 玄孫司馬暠